# Graham Joyce

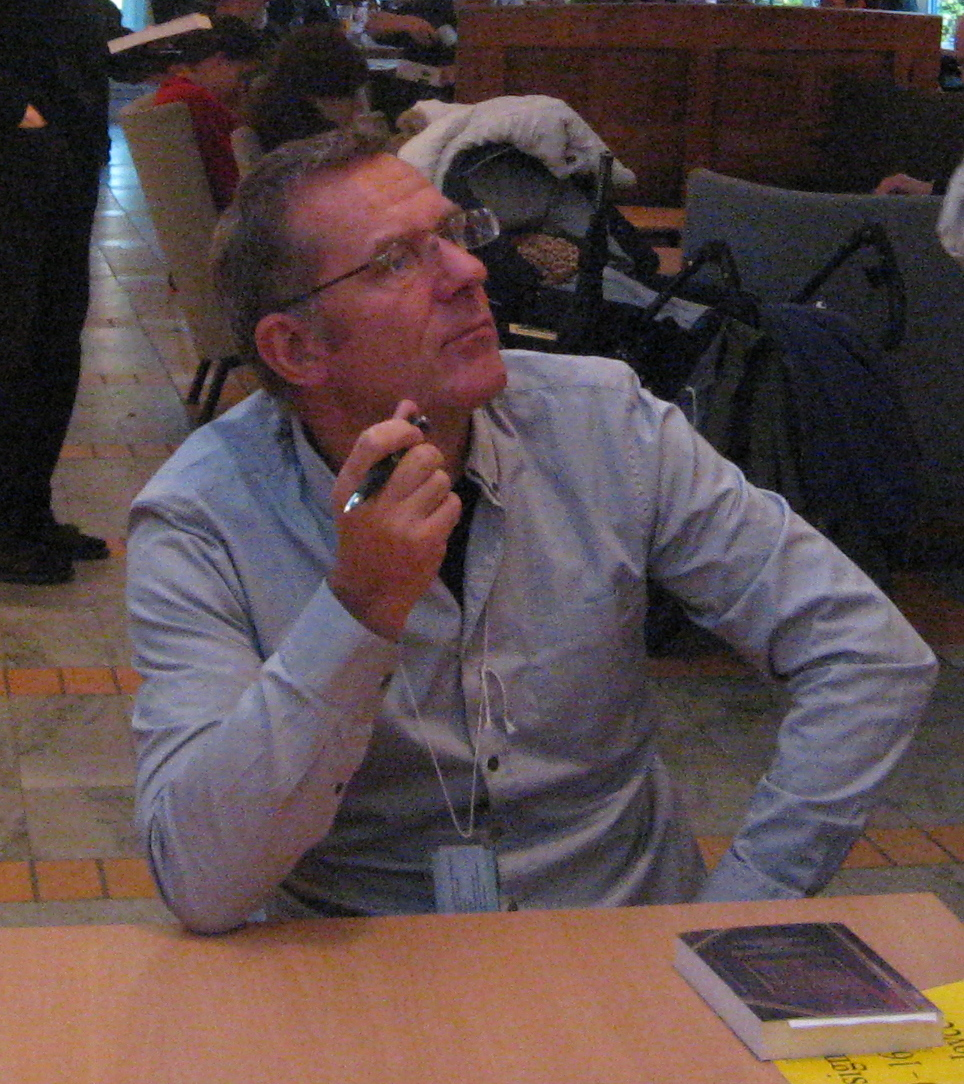
Graham Joyce (2009)

Graham Joyce (* 22. Oktober 1954 in Keresley, West Midlands; † 9. September 2014 in Leicester) war ein britischer Science-Fiction-, Fantasy- und Horror-Autor.

## Leben
Graham Joyce wurde 1954 geboren und ist in der Nähe von Coventry aufgewachsen. Nach seinem Studium in Leicester war er zunächst als Lehrer tätig und wurde dann Schriftsteller. Seit 1991 verfasste er Erzählungen und mehrere Fantasy-Romane. Er lebte mit seiner Familie in Leicester und unterrichtete Kreatives Schreiben an der Nottingham Trent University.
Zuletzt arbeitete Joyce für den amerikanischen Spieleentwickler Id Software an der Handlung des Horror-Ego-Shooters Doom.
Joyce wurde sechsmal der British Fantasy Award für den besten Roman (für Dark Sister, Requiem, The Tooth Fairy, Indigo, Some Kind of Fairy Tale und Memoirs of a Master Forger, den er unter dem Pseudonym William Heaney veröffentlichte) und einmal der World Fantasy Award (für The Facts of Life) verliehen.
Er starb am 9. September 2014 an den Folgen eines 2013 diagnostizierten Lymphoms.

## Werk

### The Web
Joyce schrieb den vierten Band zu der zwölfteiligen Jugendbuch-Serie The Web.

### Einzelromane
- Dreamside, 1991
Traumland, Bastei-Lübbe, 1996, ISBN 3-404-13824-4
- Dark Sister, 1992
Bellas Tagebuch, Bastei-Lübbe, 1994, ISBN 3-404-13508-3
- House of Lost Dreams, 1993
Haus der verlorenen Träume, Bastei-Lübbe, 1995, ISBN 3-404-13615-2
- Requiem, 1995
Requiem, Bastei-Lübbe, 1996, ISBN 3-404-13724-8
- The Tooth Fairy, 1996
Gefährtin der Nacht, Bastei-Lübbe, 1997, ISBN 3-404-13876-7
- The Stormwatcher, 1997
- Indigo, 1999
- Smoking Poppy, 2001
- The Facts of Life, 2002
- The Limits of Enchantment, 2005
- TWOC, 2005
Frontal, Fischer, 1996, ISBN 3-596-16902-X
- Do the Creepy Thing, 2006
- Memoirs of a Master Forger (als William Heaney), 2008
- The Devil’s Ladder, 2009
- The Silent Land, 2010
Schneestille, Wilhelm Goldmann Verlag, 2011, ISBN 978-3-641-06613-0
- Some Kind of Fairy Tale, 2012

### Collections
- Partial Eclipse and Other Stories, 2003
  - "The Apprentice", 1993
  - "Black Dust", 2002
  - "Candia", 1999
  - "The Careperson", 1992 ("Der Sozialarbeiter")
  - "Gap-Sickness", 1993
  - "Leningrad Nights", 1999
  - "The Mountain Eats People", 1998
  - "Partial Eclipse", 2000
  - "Pinkland", 1997
  - "Under the Pylon", 1993
  - "Xenos Beach", 2000

### Sonstige Kurzgeschichten
- Monastic Lives, 1992
- Last Rising Sun, 1992
- The Ventriloquial Art, 1993
- Eat Reecebread, mit Peter F. Hamilton, 1994
- The Reckoning, 1994
- Black Ball Game, 1995
- A Tip from Bobby Moore, 1996
- The White Stuff, mit Peter F. Hamilton, 1997
- As Seen on Radio, 1998
- Incident in Mombassa, 1999
- Horrograph, 1999
- Coventry Boy, 2001
- Leningrad Nights, 2002
- The Coventry Boy, 2002
- First, Catch Your Demon, 2002